# Florin Vieru
Florin Vieru este un român, participant la Revoluția Română din 1989.
La acel moment avea 14 ani.
Poza lui Florin Vieru, înfășurat într-un steag, a apărut pe coperta revistei Paris Match din 4 ianuarie 1990, fiind poreclit de francezi „Gavroche”,
după numele unui personaj din opera Mizerabilii de Victor Hugo.
Fotografia a făcut înconjurul lumii, devenind un simbol al Revoluției Române.
În ianuarie 2008, în ziarul Jurnalul Național a apărut povestea unui individ care s-a dat drept Florin Vieru, persoană care susținea că în copilăria sa a fost ajutat de Norica Nicolai.
Bărbatul a dat interviu în acest ziar dar s-a dovedit a fi un impostor care s-a folosit abuziv de imaginea adevaratului Florin Vieru.